# Нагорновка (Белопольский район)
Нагорновка (укр. Нагірнівка) — село,
Шкуратовский сельский совет,
Белопольский район,
Сумская область,
Украина.
Код КОАТУУ — 5920689502. Население по переписи 2001 года составляло 35 человек.

## Географическое положение
Село Нагорновка находится у истоков безымянной речушки, которая через 8 км впадает в реку Вир.
Ниже по течению примыкает село Цимбаловка.
На реке несколько запруд.
Рядом проходит автомобильная дорога Т-1917.

## Известные люди
- Михайлик, Дмитрий Иванович — советский военный деятель, генерал-лейтенант ВС СССР, родился в селе Нагорновка.